# Resseliella poecilantha
Resseliella poecilantha är en tvåvingeart som beskrevs av Fedotova och Vasily S. Sidorenko 2004. Resseliella poecilantha ingår i släktet Resseliella och familjen gallmyggor. Inga underarter finns listade i Catalogue of Life.